# Chrzanów
Chrzanów dél-lengyelországi város a Kis-lengyelországi vajdaságban.

## Testvérvárosa
- Harnes, Franciaország
- Ivano-Frankivszk, Ukrajna
- Nyékládháza, Magyarország